# Hegewald

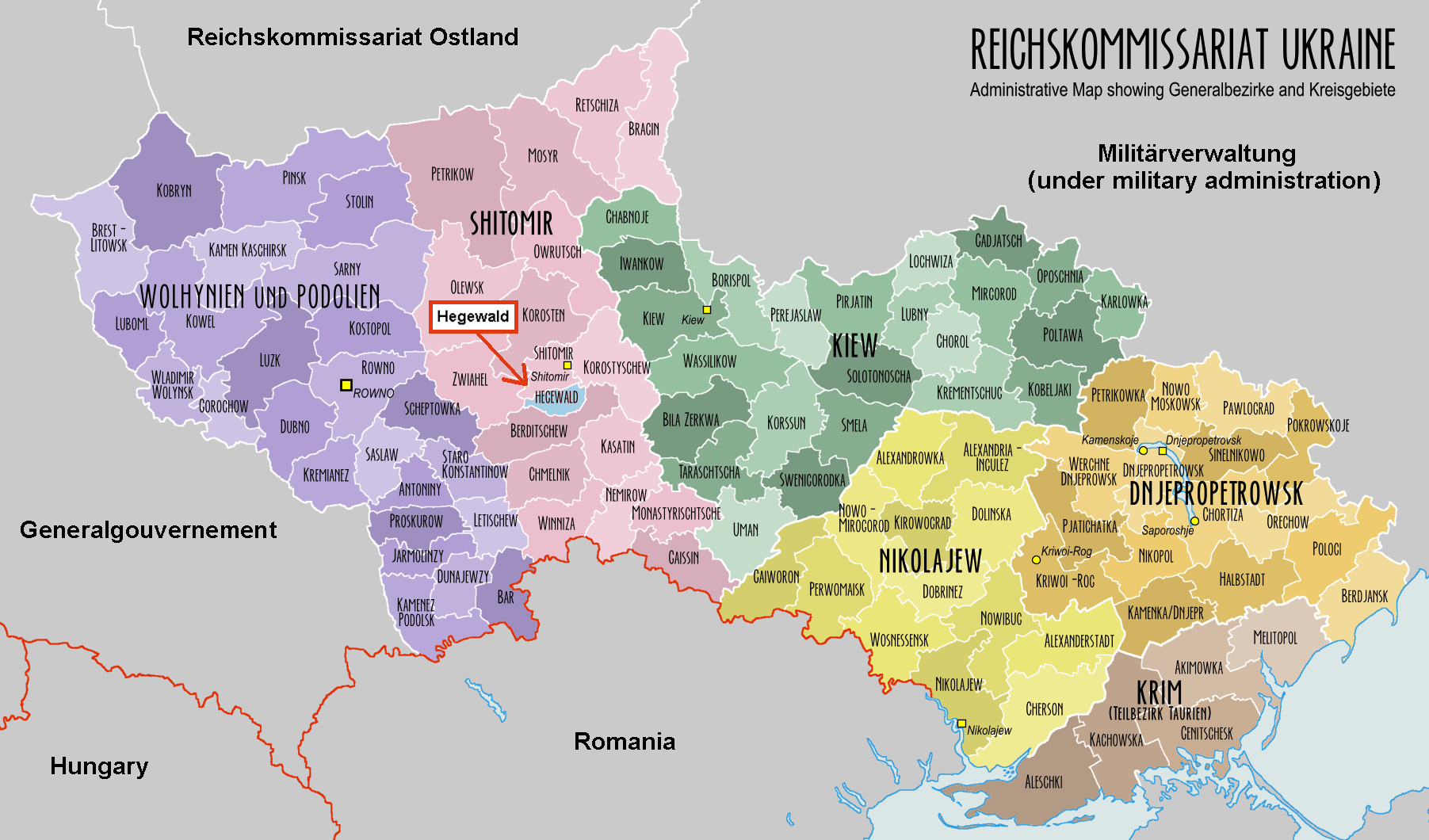
Ubicación de la colonia de Hegewald, situada directamente al sur de Zhytómyr.

Hegewald fue una colonia agrícola alemana de corta duración durante la Segunda Guerra Mundial, situada cerca de la ciudad ucraniana de Zhytómyr en el Reichskommissariat Ukraine. Fue constituida a finales de 1942 y principios de 1943 por colonos étnicamente alemanes clasificados como Volksdeutsche transferidos desde los territorios ocupados de Polonia, Croacia, Besarabia y la Unión Soviética a un área destinada a la germanización proyectada de las tierras ucranianas. Los planes fueron preparados con meses de anticipación por las SS, el RKFDV y el VoMi, pero se produjeron problemas importantes con los suministros desde el establecimiento inicial de la región. Los planes originales de Heinrich Himmler de reclutar colonos "racialmente aceptables" de Escandinavia y los Países Bajos no tuvieron éxito por lo cual se recurrió a alemanes étnicos de origen rural traídos de diversos puntos de Europa Oriental.

## Historia
Los planes iniciales fueron difíciles de implementar por varias razones, incluida la renuencia y el miedo entre muchos miembros del Volksdeutsche debido a las actividades guerrilleras de partisanos soviéticos en la zona. Aun así, se seleccionaron ya a mediados de 1942 a varios centenares de familias de alemanes étnicos del Gobierno General para ser asentadas en Hegewald. Se establecieron pautas elaboradas para preparar las ubicaciones siendo que los nuevos colonos recibirían las casas de los campesinos ucranianos asesinados o desalojados, así como sus muebles, ganado y alimentos, y se construirían escuelas alemanas. Esto requirió un esfuerzo de deportación masivo, principalmente a pie. La mayoría de las casas estaban en mal estado según los estándares alemanes. Había una escasez considerable de madera y una falta generalizada de ropa y zapatos de invierno entre los colonos lo cual motivó que las propias SS debieran requerir desde Alemania el envío de tales suministros.
Los colonos alemanes -casi todos de origen rural- llegaron en trenes a fines de 1942, la mayoría después de haber sido sacados a la fuerza de sus hogares, para repartir parcelas de tierra e informarles de sus cuotas de producción agraria y ganadera en el entendido que la colonia debía servir como modelo para el plan nazi -más espectacular- del Wehrbauer, como asentamiento agrario militarizado destinado a "contener" poblaciones foráneas. Los colonos germanos recibieron uso, pero no propiedad, de la tierra que se les asignó.
Ni los ucranianos deportados ni los alemanes étnicos recibieron un aviso de su reubicación con más de unas pocas horas de antelación. A pesar de los daños sufridos por las casas, la mayoría podría funcionar antes de las nevadas. Al llegar diciembre de 1942 se organizaron elaborados concursos navideños, deliberadamente irreligiosos, para celebrar el "regreso de la luz" como parte del solsticio y vincularla con los "poderes oscuros" que rodeaban a Alemania, y se proporcionaron regalos y comida a los colonos.
No todo salió según lo planeado. Los preparativos previstos se vieron frustrados por una serie de robos menudos de material entre los operarios, y ni la comida ni la ropa llegaron de Alemania como se prometió. Además, muchos ucranianos desalojados regresaron a la zona a lo largo de 1943. Se hicieron esfuerzos para continuar la producción agraria y ganadera, con el envío de miembros de la Liga de Muchachas Alemanas y miembros de la Juventud Hitleriana para realizar proyectos de "conciencia nacional" entre los colonos y mantener alta la moral, incluso cuando los visitantes tenían que recibir máscaras de gas y escoltas de soldados ante el aumento de la actividad partisana. A efectos prácticos la colonia de Hegewald quedó desactivada en noviembre de 1943 cuando sus habitantes fueron aceleradamente evacuados al oeste ante el avance del Ejército Rojo después que las fuerzas alemanas fueran vencidas en Kiev.

## Pueblos
La colonia constaba de 27 pueblos, todos nombrados en idioma alemán de forma diferente a sus nombres ucranianos tradicionales; los asentamientos estaban situados a lo largo de la carretera Zhytómyr-Berdýchiv.
| - Schröbelesberg – Zarichany (Зарічани) - Neuheimat – Pryazhiv (Пряжів) - Bubenhausen – Volytsya (Волиця) - Neubiesing – Holovenka (Головенка) - Pfenningstadt – Vyshneve (Вишневе) - Heimkehr – Stavetsʹke (Ставецьке) - Troja – Troyaniv (Троянів) - Reichstreu – Ozeryanka (Озерянка) - Preuersdorf – Rizhky (Ріжки) | - Arbeit – Solotvyn (Солотвин) - Fleiß – Hlynivtsi (Глинівці) - Au – Stepok (Степок) - Zehnhub – Vershyna (Вершина) - Neuposen – Kodnya (Кодня) - Altposen – Kodnya (Кодня) - Bosfershof – Pavlenkivka (Павленківка) - Wertingen – Vertokyyivka (Вертокиївка) - Heinrichsfeld – Ivankivtsi (Іванківці) | - Reinharding – Horodyshche (Городище) - Am Hügel – Luka (Лука) - Klein Lüneburg – Lishchyn (Ліщин) - Neu Trudering – Lishchyn (Ліщин) - Mödersdorf – Mlynyshche (Млинище) - Tiefenbach – Pisky (Піски) - Sachsenhard – Skomorokhy (Скоморохи) - Maienfeld – Sinhury (Сінгури) - Ichstingen – Myrolyubivka (Миролюбівка) |